# Old School (комикс)
Old School (рус. Старая школа) — комикс серии Army of Darkness, хронологически продолжающий события комикса Army of Darkness vs. Re-Animator и являющийся прологом к Ash vs. Dracula. Состоит из трёх частей, выпущенных в мае-июне 2006 года.

## Создатели
- Сценарий — Джеймс Кухорич (англ. James Kuhoric);
- Карандаш — Кевин Шарп (англ. Kevin Sharpe);
- Цвет — Блонд (англ. Blond);
- Шрифты — Билл Тортолини (англ. Bill Tortolini).

## Содержание выпусков

### #1 (Army of Darkness #5 [vol.1], май 2006 года)
Сидя в баре, Эш винит себя за смерть Шейлы и топит своё горе в алкоголе. Мэдлин утешает его и сообщает, что есть способ если не вернуть Шейлу, то хотя бы последний раз увидеть её. Для этого нужно отправиться к лесной хижине, где началась вся история, после чего найти и порвать нить, связывающую дедайтов с этим миром. Купив в ближайшем S-Mart боеприпасы и оружие, Эш и Мэдлин отправляются в путь. Деревья атакуют Эша уже на подъезде к хижине, втаскивают его внутрь и блокируют дверь. Услышав в погребе голос Линды, Эш спускается туда. Эшу удаётся одолеть дедайта-Линду, и выбравшись из подвала, ещё двух своих бывших приятелей, но нежить продолжает прибывать.       

### #2 (Army of Darkness #6 [vol.1], май 2006 года)
Устав ждать Эша, бьющегося в хижине с ожившими половицами, лампами и собственной отрезанной в прошлом кистью, Мэдлин решает идти ему на выручку, однако ей не удаётся открыть дверь в дом, после чего она сама становится одержима и нападает на Эша. Отбившись от спутницы, Эш выбрасывает её наружу и захлопывает дверь. Продолжив биться со злом в одиночку, Эш попадает в неприятный инцидент в туалете, после чего замечает, что из погреба начинают выползать гигантские щупальца.

### #3 (Army of Darkness #7 [vol.1], июнь 2006 года)
Щупальца оказываются принадлежащими Генриетте (см. Зловещие мертвецы 2), жене нашедшего Некрономикон археолога Ноуби. Сражаясь с Генриеттой, Эш понимает, что той самой связующей нитью является магнитофон с записью голоса профессора, читающего злополучное заклинание. Покончив с Генриеттой и спустившись в погреб, Эш находит магнитофон и разбивает его, после чего вся хижина вместе с Эшем проваливается под землю. Пришедшая в себя Мэдлин видит левитирующего дедайта-Шейлу, та напускает на неё стаю пчёл, и Мэдлин убегает прочь. Выбравшийся из-под обломков хижины Эш видит призрак настоящей Шейлы, которая сообщает ему, что её душа всё ещё находится в Зазеркалье дедайтов, а единственный способ остановить экспансию зла и последующий приход в мир Антихриста – уничтожить хозяев всех существующих копий Некрономикона. После того как призрак Шейлы исчезает, Эш находит Мэдлин, и парочка уезжает, не заметив, что отрезанная кисть Эша всё ещё жива. Тем временем в Нью-Йорке команда оккультистов под руководством фон Хайнрика (см. комикс Monster War) находит голову Дракулы и случайно возвращает легендарного вампира к жизни.